# Ardisa
Ardisa es un municipio y población de España, de la comarca de las Cinco Villas, perteneciente al partido judicial de Ejea de los Caballeros al noroeste de la provincia de Zaragoza, comunidad autónoma de Aragón, a 70 km de Zaragoza. Tiene un área de 27,18 km² con una población de 72 habitantes (INE 2016) y una densidad de 2,65 hab/km². El código postal es 50614.

## Geografía
Linda por el norte con Santa Eulalia de Gállego (perteneciente a la comarca de la Hoya de Huesca, en la provincia de Zaragoza), por el este con Biscarrués, por el sur con Puendeluna y por el oeste con Luna.
En su término municipal está incluido el núcleo de Sierra de los Blancos, así como el de las Casas de Esper.
Ardisa pertenece a la Comarca de Cinco Villas. Anteriormente perteneció a la Hoya de Huesca.
Destaca su Iglesia parroquial que conserva un Retablo de San Juan Bautista del siglo XV y la Ermita de la Virgen de Miramonte.
En sus proximidades se encuentra la Presa de Ardisa, construida el año 1932, desde donde se desvían las aguas del Río Gállego.

## Demografía
Ardisa cuenta con una población de 76 habitantes (INE 2024).

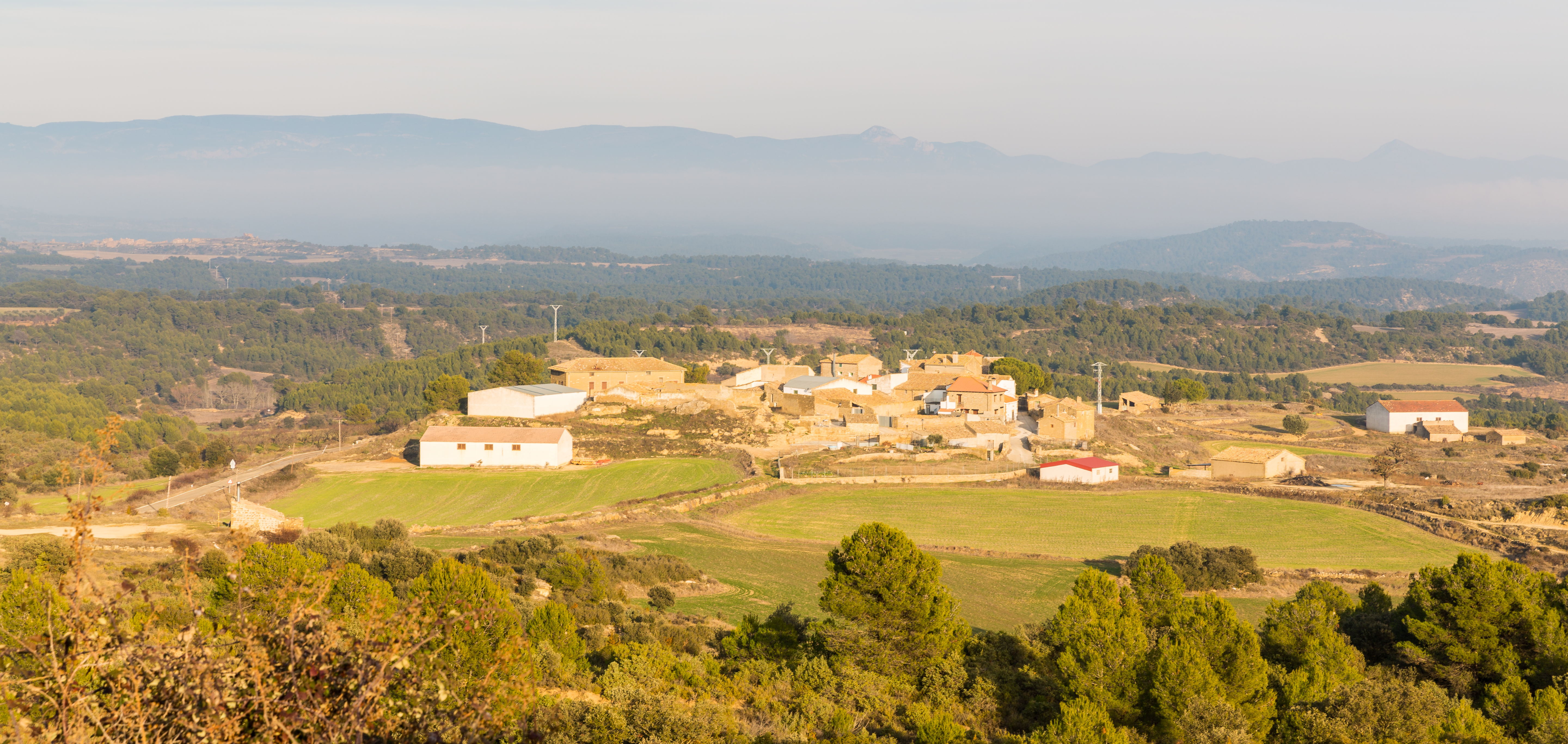
Casas de Esper, localidad perteneciente al municipio de Ardisa

| Gráfica de evolución demográfica de Ardisa entre 1842 y 2021                                                        |
| |
| Población de derecho según los censos de población del INE Población de hecho según los censos de población del INE |

## Administración y política
| Período   | Alcalde                  | Partido |  |
| --------- | ------------------------ | ------- |  |
| 1979-1983 | Francisco Botaya Bimbela | UCD     |  |
| 1983-1987 |                          |         |  |
| 1987-1991 |                          |         |  |
| 1991-1995 |                          |         |  |
| 1995-1999 |                          |         |  |
| 1999-2003 |                          |         |  |
| 2003-2007 |                          |         |  |
| 2007-2011 | Ángeles Palacio Marco    | PAR     |  |
| 2011-2015 | Ángeles Palacio Marco    | PAR     |  |
| 2015-2019 | Ángeles Palacio Marco    | PAR     |  |
| 2019-2023 | Jesús Torralba Marco     | PSOE    |  |

| Partido político    | Partido político                                   | 2003   | 2007   | 2011   | 2015   | 2019   |
| Partido político    | Partido político                                   | Ediles | Ediles | Ediles | Ediles | Ediles |
|                     | Partido Aragonés (PAR)                             | 1      | 1      | 2      | 2      | —      |
|                     | Chunta Aragonesista (CHA)                          | —      | —      | —      | 1      | 1      |
|                     | Partido de los Socialistas de Aragón (PSOE-Aragón) | —      | —      | 1      | —      | 1      |
|                     | Partido Popular de Aragón (PP)                     | —      | —      | —      | —      | —      |
| Total de concejales | Total de concejales                                | 1      | 1      | 3      | 3      | 2      |

## Cultura

### Patrimonio
- Castillo de Ballestar. Construido en 1083 por el rey de Aragón Sancho Ramírez.[8] Posee una torre almenada, posteriormente amurallada.[9] La zona construida más tarde como palacio alrededor de la torre, en el recinto amurallado, es de estilo gótico.[10]
- Ermita de San Vicente. Su Cristo crucificado, en estilo románico, se expone actualmente en el Museo Diocesano de Jaca.[9]
- Ermita de Nuestra Señora de Miramonte, del siglo XII, en estilo románico.[8]
- Iglesia parroquial de Santa Ana. Conserva un retablo de San Juan Bautista, gótico hispano-flamenco del siglo XV y otro de Santa Ana, de estilo renacentista.[8]
- Ermita de San Juan de Barto, actualmente en ruinas.[11]
- Cruz de Santa Ana, un peirón, que fue trasladado de su emplazamiento original.[11]

### Fiestas
- 22 de enero, en honor de san Vicente.[8]
- Último domingo de mayo: romería a la ermita de la Virgen de Miramonte, en la que participan igualmente pueblos cercanos.[8]
- 26 de julio, en honor de Santa Ana.[8]

## Personas ilustres
Ardisa fue el pueblo natal del mítico jugador del FC Barcelona en los años 20 Ramón Torralba, que formó junto a Samitier y Sancho uno de los mejores mediocampos de la historia del club.